# Hymenandra acutissima
Hymenandra acutissima är en viveväxtart som först beskrevs av José Cuatrecasas, och fick sitt nu gällande namn av J.J. Pipoly och J.M. Ricketson. Hymenandra acutissima ingår i släktet Hymenandra och familjen viveväxter. Inga underarter finns listade i Catalogue of Life.